# لاري كولتون
لاري كولتون (بالإنجليزية: Larry Colton)‏ هو لاعب كرة قاعدة أمريكي، ولد في 8 يونيو 1942 في لوس أنجلوس في الولايات المتحدة.

## وصلات خارجية
- لاري كولتون على موقع دوري كرة القاعدة الرئيسي (الإنجليزية)
- لاري كولتون على موقعبيزبول رفرنس.كوم (الدوري الرئيسي) (الإنجليزية)
- لاري كولتون على موقعبيزبول رفرنس.كوم (الدوري الثانوي) (الإنجليزية)
- لاري كولتون على موقع إي إس بي إن.كوم (أم.أل.بي) (الإنجليزية)
- لاري كولتون على موقع مشجعي الرسوم البيانية (الإنجليزية)